# Антифриз (операция)
«Антифриз» — эпизод Сталинградской битвы, операция ВДВ РККА по срочной доставке антифриза для механизированных соединений, принимавших участие в операции «Уран», проводившаяся с 12 по 16 ноября 1942 года. Первая крупная военно-транспортная операция, проведённая с использованием транспортных планёров. На момент проведения операции она не имела аналогов в мире по весу перевезённого груза и дальности переброски.

## Предпосылки проведения операции

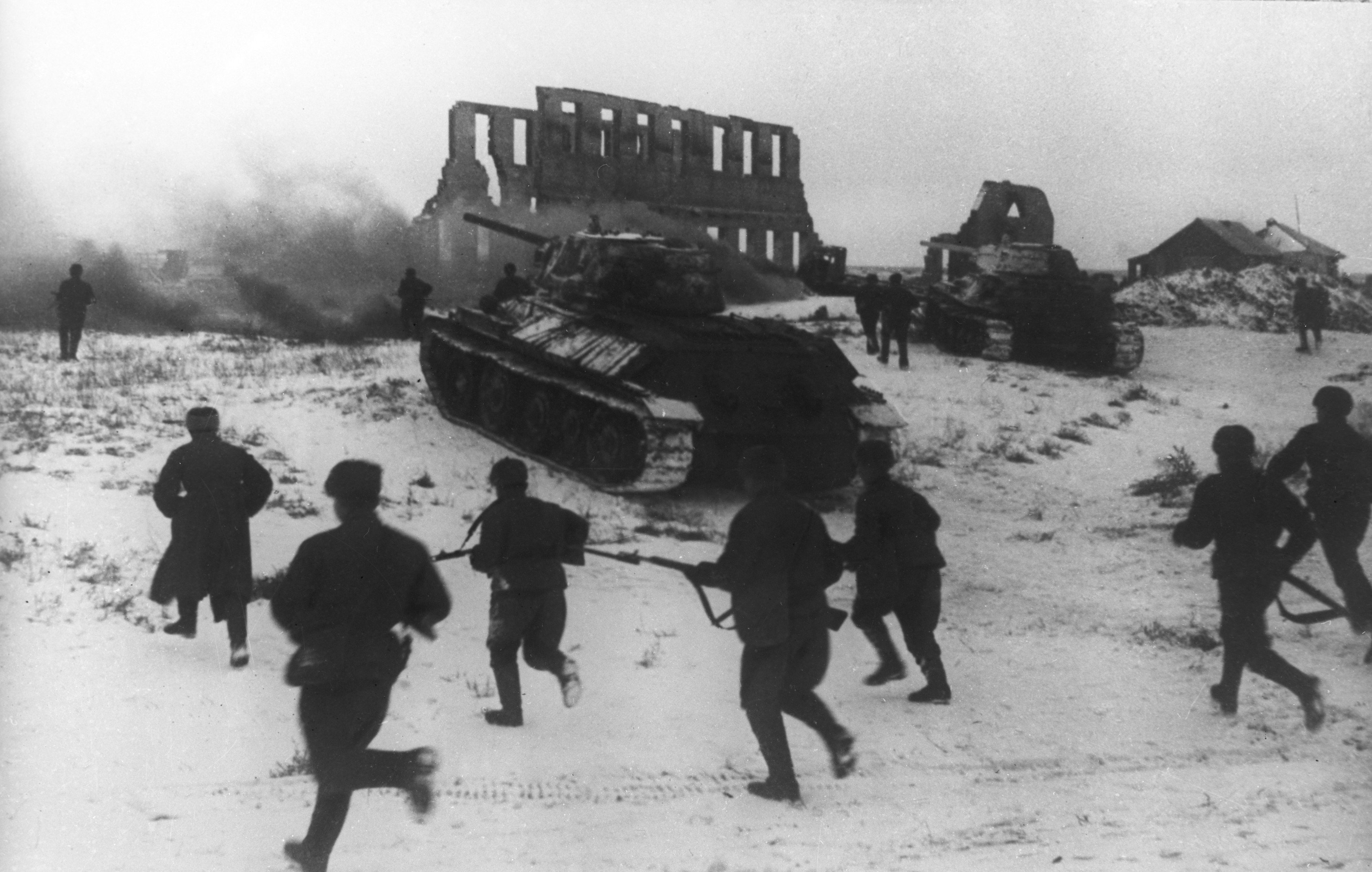
Успех операции «Уран» зависел от возможности эксплуатировать технику в мороз

Во время подготовки контрнаступления под Сталинградом возникли сложные погодные условия, грозившие серьёзными осложнениями для механизированных частей РККА. 2—3 ноября 1942 года в районе Сталинграда началось резкое похолодание. Днём 6 ноября шёл дождь, а в ночь на 7 ноября температура упала до −15 °С морозы держались до весны 1943 года. В этих условиях встала проблема эксплуатации танков, самолётов и другой техники в условиях сильных морозов. Вода, широко применявшаяся для охлаждения двигателей внутреннего сгорания, стала опасной для техники. При замерзании вода разрушала блок цилиндров, что приводило к потере машины на длительное время и дорогостоящему ремонту. В таких условиях наставления по эксплуатации требовали обогревать машину, производя периодический запуск двигателя. В условиях скрытной подготовки наступательной операции периодический запуск тысяч двигателей танков, артиллерийских тягачей, автомобильной и другой техники был критичным и по требованиям скрытности, и по сложности дополнительного обеспечения горюче-смазочными материалами. В этой ситуации потребовалось срочно доставить в район сосредоточения большое количество антифриза. Особенно трудная ситуация сложилась в полосе 51-й и 57-й армий, которые имели ограниченные линии снабжения. В мемуарах Г. К. Жукова говорится о потребности в 100 тоннах антифриза; в современной литературе встречаются потребности в 20—30 тонн. Вечером 11 ноября Г. К. Жуков, кроме всего прочего, доложил Верховному главнокомандующему И. В. Сталину:

Необходимо немедленно подбросить Ерёменко 100 тонн антифриза, без чего невозможно будет бросить мехчасти вперёд.— 
В связи со срочностью задания Г. К. Жуков и А. М. Василевский направили специальное распоряжение Генштабу:

В качестве неотложной помощи в ночь на 13 ноября подайте самолетами на аэродром Ленинск двадцать тонн антифриза для авиации и танков Сталинградского фронта и проследите за быстрой доставкой фронту остального антифриза.— 
Но к установленному сроку антифриз доставить не смогли и Г. К. Жуков 14 ноября докладывал Верховному Главнокомандующему:

До сих пор не подвезен антифриз, все машины заправляются водой. Зимних масел и смазок также нет.— 
Необходимое количество антифриза находилось под Москвой. Однако военно-транспортная авиация не имела резервов для решения неожиданно возникшей задачи. Руководство ВДВ предложило использовать для доставки грузовые планёры. Важным преимуществом планёров перед транспортной авиацией оказалось то, что десантные планёры могли приземлиться, не требуя подготовки специальной ВПП и запасов топлива для обратного полёта, а дешевизна планёра (в сравнении с самолётом) превращала его в одноразовое транспортное средство. После разгрузки деревянные планёры разбирались на топливо.

## Участники операции

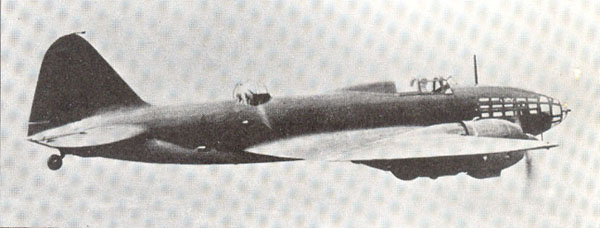
Самолёт-буксировщик ДБ-3ф (Ил-4)

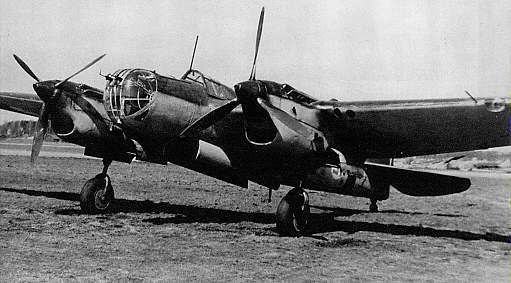
Самолёт-буксировщик СБ

В феврале 1942 года на аэродроме Стригино Горьковской области был сформирован 1-й отдельный авиационно-планерный полк (иногда именовался учебным авиационно-планерным полком; 1-й уапп). Полк состоял из двух эскадрилий, в каждой по 10 экипажей самолётов-буксировщиков и по 60 пилотов-планеристов. Материальная часть состояла из самолётов-буксировщиков ПС-84 (Ли-2), СБ, ДБ-3Ф (Ил-4) и Р-6, а также планёров А-7 или Г-11.
В августе 1942 года в Киржаче Ивановской области был сформирован 2-й учебный авиационно-планерный полк (2-й уапп). На вооружении полка стояли буксировщики Ил-4 и планёры А-7 и Г-11. Позже, с августа 1943 года, 2-й уапп переименовали во 2-й отдельный авиационно-планерный полк.
Операцией руководили командир десантной группы подполковник Д. А. Кошиц, начальник Саратовской Высшей авиационно-планерной школы подполковник М. С. Одинцов. Среди участников операции указываются: буксировщики лейтенант Круглов, старший лейтенант Петряков, лейтенант П. Красноюрченко, младшие лейтенанты — Ворошилов, Воронков, Г. Усов, штурманы — Омельяненко, майор Новосельцев, капитан Горбунов, планеристы — Родин, Плашин, Фукс, Николаев, Лоскутов, Ильин, Нефактов, Савцов, Григорьян, Зиновьев, Н. Покидышев, С. Борышников, А. Стрельников, Н. Нечаев, А. Евграфов, Н. Щёголев.

## Проведение операции
10 ноября 1942 года полки были подняты по тревоге в соответствии с приказом: «Приготовиться к полету на 1200 км с грузом в 1000 кг на каждом планёре. Первый вылет 12 ноября. Операция секретная».
Обе эскадрильи 1-го оапп под командованием подполковника Дмитрия Александровича Кошица были передислоцированы на аэродром Тейково Ивановской области. Стартовой точкой маршрута доставки антифриза был подмосковный аэродром «Медвежьи озёра». На борт планёра Г-11 загружали шесть бочек антифриза по 200 литров, а на борт планёра А-7 — по три бочки. Маршрут перелёта проходил через Саратовский аэродром СВАПШ «Дубки», где кроме дозаправки буксировщиков, при необходимости, производилась замена экипажей планёров. Например, Д. А. Кошиц заболел и был заменён за штурвалом планёра И. Малофеевым. Далее маршрут шёл через Энгельс, Красный Кут до аэродрома Житкур. Аэродром имел грунтовую взлётно-посадочную полосу длиной 1060 метров и шириной 80. Этот аэродром был создан вблизи одноимённого села Эльтонского района Сталинградской области летом 1942 года в период Сталинградской битвы. Тогда на аэродроме одновременно базировалось до 10 полков истребительной, штурмовой и бомбардировочной авиации 8-й Воздушной армии ВВС РККА СССР. После дозаправки буксировщиков сцепки двигались до аэродрома назначения Жутово 1-е или десантировались непосредственно в районе частей, куда доставлялся антифриз.
2-й уапп был представлен 12-ю буксировщиками Ил-4 и 12-ю планёрами. Их маршрут начинался на аэродроме Щёлково в Московской области. Планеристы этого полка доставили на аэродром Житкур 14,5 тонны антифриза и 60 огнемётов.
1-2 планера КЦ-20 использовались для перевозки антифриза и груза запчастей на каких-то этапах маршрута. При этом КЦ-20 оказался более пригодным для длительных полётов, по сравнению с А-7 и Г-11, благодаря двухместной кабине. Ведь в воздухе приходилось находиться до 5-6 часов, что было трудно, для единственного пилота.
{Кузнецов К.А. Десантные  планеры КЦ,  КЦ-2  и КЦ-20. Боевое применение планера КЦ-20. Крылья Родины 2013 №11-12 (749) стр.92-95 http://magzdb.org/num/3480070}
Условия проведения полётов были сложными. Операция началась поздно вечером 12 ноября в сложных метеоусловиях: низкая облачность, ветер, мороз, снег, ограниченная видимость. Посадка на аэродромы «Энгельс» и «Дубки» производилась ночью. Отрезок маршрута Красный Кут — Житкур отличался малонаселённой местностью с практически полным отсутствием ориентиров. Погодные условия были сложными: короткий световой день, сплошная облачность и слабая видимость. Один из планеристов вспоминал: «Карабкались к Сталинграду „на пузе“. Были моменты — не поймешь, где небо, где земля, и в каком положении я между ними. От усталости через час уже в глазах двоилось. Ниже пояса тело коченеет — кабина-то фанерная, со щелями! — выше пупка весь в горячем поту… Через час такого чертова полета наступило безразличие. Хлопнусь — ну и черт с ним! Но потом взъярился, ощетинился, взял себя в руки: не порадую фрицев, не огорчу маму, долечу!». Весь перелёт занимал 8—9 часов лётного времени.
На протяжении маршрута участники операции обеспечивались прикрытием с воздуха истребителями ПВО Саратова, Энгельса и дежурными звеньями Качинского лётного училища. В районе аэродромов Житкур и Жутово ночные истребители противника «МЕ-110» («Совы») не упускали возможности атаковать тяжело гружённые планёры буксируемые на малой высоте с малой скоростью. При потере самолёта в эфир передавался условный сигнал «32751», если при этом погибал пилот передавался сигнал «55427».
В подписанном заместителем Наркома обороны СССР приказе от 9 декабря 1942 года говорилось:

С 12 по 16 ноября 1942 года подразделения авиапланерных полков ВДВ КА выполняли специальное оперативное задание Главного управления тыла Красной Армии по доставке груза Сталинградскому фронту. Переброска на планёрах в таких масштабах проведена впервые, и, несмотря на отсутствие подготовленной трассы, техпомощи и опыта в продолжительных полетах, экипажи справились с задачей хорошо. В стремлении доставить груз во что бы то ни стало, пилоты летели по 5 часов без посадок в условиях ночи, снегопада и тумана. Отдельные планеристы совершали перелеты в исключительно тяжёлых условиях погоды на высоте 10-15 метров. За отличное выполнение оперативного задания объявляю благодарность и награждаю месячным окладом… старшего сержанта Ворошилова, лейтенанта Круглова, старшину Родина.— 

## Результаты операции
За время операции «Антифриз» было совершено около 60 полётов, в ходе которых было доставлено около 50 тонн антифриза. Потери во время операции составили 3 самолёта-буксировщика и 10 планёров. В результате технической ошибки при посадке разбился лейтенант Рубен Григорьевич Григорьян (2-й уапп).
Пилоты, участвовавшие в операции «Антифриз», были отмечены благодарностью наркома обороны СССР и поощрены месячным окладом, а впоследствии они были награждены медалями «За оборону Сталинграда».

## После проведения операции
1-й оапп с декабря 1942 по январь 1943 года участвовал в Сталинградской битве в период дальнейшего развития наступления советских войск. В район Котельниково было доставлено средства связи и медикаменты для наступающей частей РККА. Всего было доставлено около 8,5 тонны различных грузов.